# 15004 Валлерані
15004 Валлерані (15004 Vallerani) — астероїд головного поясу, відкритий 7 грудня 1997 року.
Тіссеранів параметр щодо Юпітера — 3,222.